# Чуксеева, Марина Викторовна
Марина Викторовна Чуксеева (до 1985 — Таранова) — советская и казахстанская волейболистка.

## Биография
Марина Таранова родилась 26 октября 1963 года в Лениногорске Восточно-Казахстанской области Казахской ССР. Волейбольную карьеру начала в команде АДК (Алма-Ата). В 1980 году в составе сборной Казахской ССР под руководством тренера Нелли Щербаковой стала победительницей Спартакиады СССР среди школьников. В 1982 в составе молодёжной сборной СССР выиграла золотые медали чемпионата Европы. 
В 1983—1984 выступала за ленинградский «Экран», после чего вернулась в Алма-Ату. В составе АДК: пятикратный серебряный призёр чемпионатов СССР (1985, 1988—1991), обладатель Кубка СССР 1990, обладатель Кубка европейских чемпионов 1985, трёхкратный победитель Кубка обладателей Кубков (1989—1991).
В 1991 году уехала в Германию, где выступала за ряд клубов этой страны. Трёхкратный бронзовый призёр чемпионатов Германии (1997, 1999, 2003). Также играла и за сборную Казахстана, в составе которой стала победителем I Центрально-Азиатских игр, проходивших в сентябре 1995 года в Ташкенте (Узбекистан).
После окончания в 2007 игровой карьеры стала тренером. До 2012 года работала с командой WiWa (Гамбург). В 2012 году перешла в другой клуб Гамбурга — «Аурубис» (бывший «Фишбек»).

## Игровая карьера

### Клубная
- 1980—1983, 1984—1985, 1986—1991 —  АДК (Алма-Ата)
- 1983—1984 —  «Экран» (Ленинград)
- 1991—1994 —  «Байерн-Лоххоф» (Унтершлайсхайм)
- 1994—1999 —  «Карбах» (Карбах)
- 1999—2005 —  «Фишбек» (Гамбург)
- 2006—2007 —  WiWa (Гамбург)

### Со сборными
- 1982 —  Молодёжная сборная СССР
- 1992—1995 —  сборная Казахстана

## Достижения

### С клубами
- 5-кратный серебряный призёр чемпионатов СССР (1985, 1988—1991)
- обладатель Кубка СССР (1990)
- обладатель Кубка европейских чемпионов (1985)
- 3-кратный победитель Кубка обладателей Кубков (1989—1991)
- 3-кратный бронзовый призёр чемпионатов Германии (1997, 1999, 2003)

### Со сборными
- чемпионка Европы среди молодёжных команд 1982
- чемпионка Центрально-Азиатских игр 1995

## Семья
Дочь — Наталья Чуксеева — волейболистка, играет за VfB 91 Suhl, выступающий в бундеслиге чемпионата Германии. В составе молодёжной сборной Германии в 2009 году стала чемпионкой мира.